# 坛腺棋子豆
坛腺棋子豆（学名：Cylindrokelupha chevalieri），为豆科棋子豆属下的一个种。

## 扩展阅读
維基物種上的相關：坛腺棋子豆